# Achmeta (gmina)
Gmina Achmeta (gruz. ახმეტის მუნიციპალიტეტი) – jednostka administracyjna należąca do Kachetii w Gruzji. Siedzibą gminy jest miasto Achmeta. 

## Położenie
Gmina położona jest w północno-zachodniej części Kachetii, a jednocześnie we wschodniej części Gruzji. 

## Ludność
Na podstawie danych statystycznych z 2024 roku gminę Achmeta zamieszkiwało 26 500 osób. 